# Moritz von Reymond
Moritz von Reymond (* 30. Juni 1833 in Wien; † 27. Januar 1919 in Berlin) war ein österreichisch-deutscher Autor und Journalist.

## Leben
Moritz von Reymond wuchs als Sohn eines Beamten auf und absolvierte die Theresianische Militärakademie. 1850 wurde er Leutnant im k.u.k. Ungarisch-Kroatischen Infanterie-Regiment „Freiherr von Giesl“ Nr. 16, 1854 Oberleutnant im k.u.k. Pionierkorps. 1856 nahm er seinen Abschied und wurde Redakteur und Feuilletonist bei der Ostdeutschen Post in Wien. 1857 trat er eine Stelle als Beamter bei der Pardubitz-Reichenberg-Bahn an. 1758 verheiratete er sich mit Frederike Karushy. 1861 wechselte er zur Südbahngesellschaft.
Reymond verfasste gelegentlich politische Satiren. Eine Verurteilung wegen Aufwiegelung im politisch-satirischen Wochenblatt „Der Zeitgeist“ durchkreuzte seine Beamtenkarriere. 1866 wanderte er in die Schweiz aus, woher auch seine Vorfahren stammten. Dort wurde er zunächst Beamter im Eidgenössischen Artillerie-Büro in Aarau und von 1867 bis 1869 Redaktor bei Der Bund in Bern. Es folgten Stellen als Redaktor beim Intelligenzblatt für die Stadt Bern und den Alpenrosen. Reymond war naturwissenschaftlich interessiert und Mitglied der Bernischen sowie Schweizerischen naturforschenden Gesellschaft.
1881 wechselte er zur Grazer Tagespost, übersiedelte dann aber 1883 nach Berlin, wo er sich neben journalistischen Aktivitäten bei Schalk, Deutscher Michel und Berliner Neueste Nachrichten auch als Schriftsteller betätigte und auch an populärwissenschaftlichen Werken wie Hausschatz des Wissens oder Illustriertes Konversations-Lexikon der Frau beteiligt war.
Besonderer Beliebtheit erfreuten sich seine volkstümliche Feuilletonfigur des „Herrn Ippel“ und seine satirischen Gesellschafts- und Kulturkritiken, die nicht selten antisemitisch unterlegt waren. Reymond bediente sich auch der Pseudonyme Zero, Myrmidon und Marr der Zweite, wobei letzteres sich auf den Antisemiten Wilhelm Marr bezog.

## Werke
- Das neue Laienbrevier des Häckelismus 1, 1876.
- Das neue Laienbrevier des Häckelismus 2, 1878.
- Das Buch vom gesunden und kranken Herrn Meyer, 1877.
- Das Buch vom bewußten und unbewußten Herrn Meyer, 1879.
- An Bord des „Jules Verne“, 1879[4][5]
- Wo steckt der Mauschel? : Oder jüdischer Liberalismus und wissenschaftlicher Pessimismus : ein offener Brief an W. Marr / von Moritz von Reymond. Bern [u. a.] : Frobeen, 1880, 4. Aufl. 62 S.
- Neuer Zeit- und Streit-Struwwelpeter, 1881.
- Der kleine Jäger, 1886.[6]
- Der Reichsfaßbinder, 1890.
- Die Kriege von 1864 und 1866, 1891;
- Illustrierte Entstehungsgeschichte der Natur, o. J. (um 1900).
- Amor auf Schleichwegen, o. J.
- Amor im Zofenstübchen, 1920.